# Seznam přehradních nádrží v Libereckém kraji

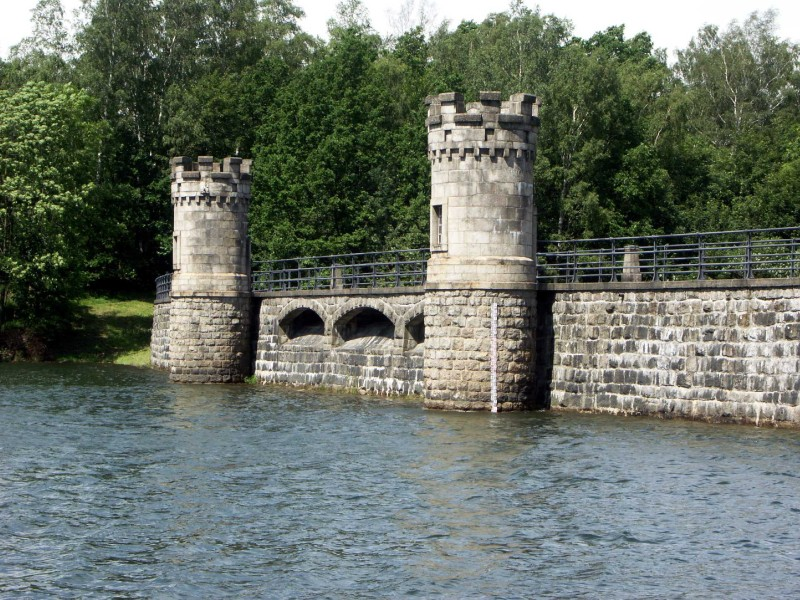
Přehrada Fojtka

Přehradní nádrže v Libereckém kraji jsou součástí krajiny, životního prostředí severních Čech. Jedná o lidmi vytvořené přehradní nádrže, využívané jako zásobárny vody, k rekreaci, výrobě elektrické energie, zadržování vod při větších deštích. V České republice jsou zdejší přehradní nádrže řazeny k menším. 

## Přehrady
Převážná část tohoto druhu vodních děl byla vybudována během 20. století v okresech Jablonec a Liberec na horních tocích potoků a říček. Povodním v srpnu 2010 zabránit nedokázaly. 

### Okres Česká Lípa
- Přehrada Naděje – napájena Hamerským potokem
- Vodní dílo Stráž pod Ralskem – napájena Ploučnicí

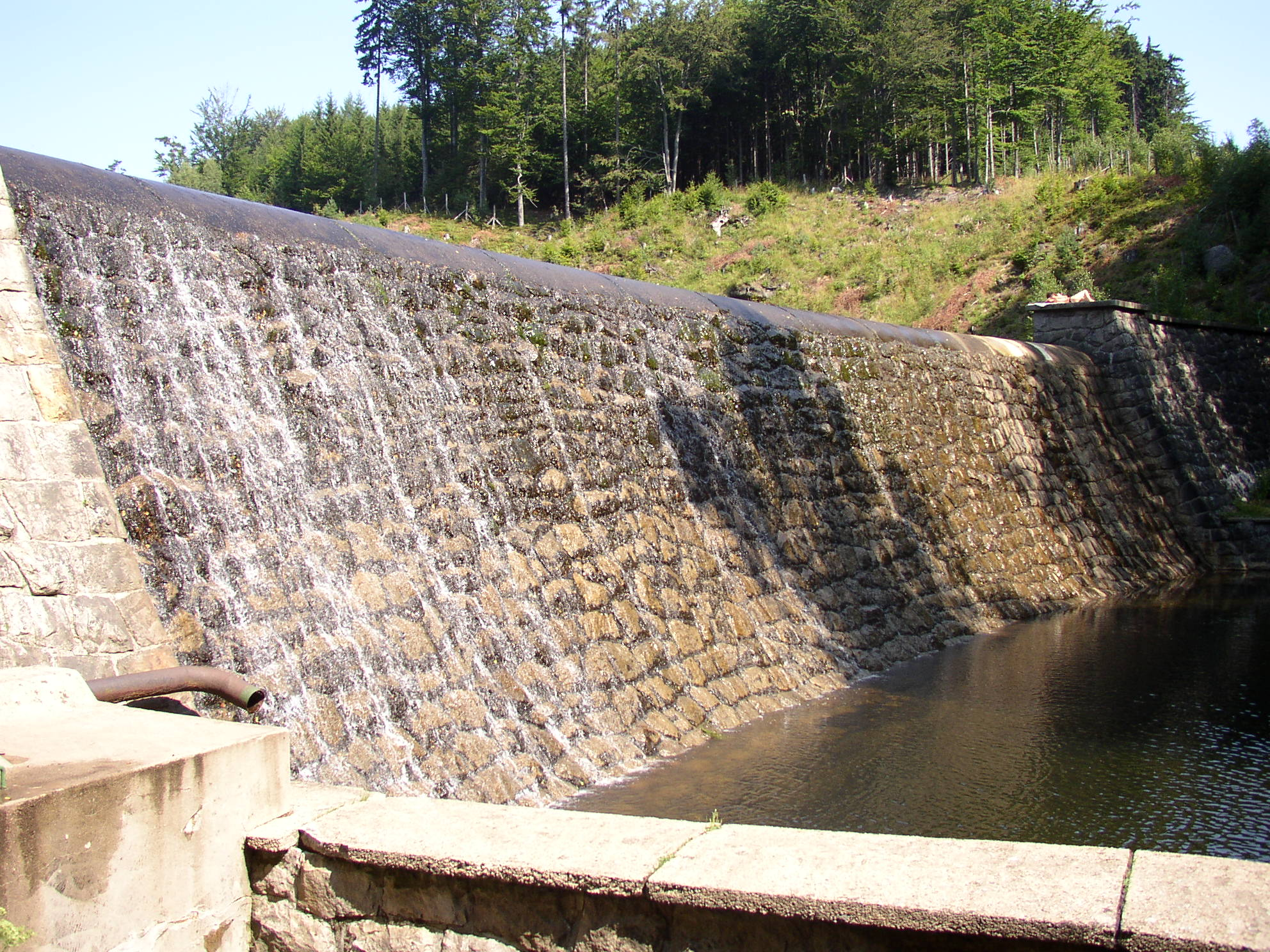
Hráz přehrady Naděje

### Okres Jablonec nad Nisou
- Vodní nádrž Bedřichov, též zvaná Bedřichovská přehrada – Černá Nisa
- Vodní nádrž Josefův Důl - Kamenice (přítok Jizery)
- Vodní nádrž Mšeno, též Jablonecká přehrada – Lužická Nisa
- Vodní nádrž Souš, Černá Desná

Stála zde i tzv. Přehrada Desná – též nazývaná Protržená přehrada na Bílé Desné

### Okres Liberec
- Vodní nádrž Fojtka – potok Fojtka
- Vodní nádrž Harcov – Harcovský potok
- Vodní nádrž Mlýnice – Albrechtický potok
- Vodní nádrž Rudolfov – Černá Nisa